# Hiroshi Yoshida (peintre)
Hiroshi Yoshida (吉田 博, Yoshida Hiroshi) (19 septembre 1876, mort le 5 avril 1950) est un peintre et graveur sur bois japonais du XXe siècle. Avec Hasui Kawase, il est considéré comme un des plus grands artistes de style shin hanga et particulièrement apprécié pour ses estampes de paysages. Yoshida voyage beaucoup et est connu pour ses tableaux de sujets non japonais peints dans le style traditionnel japonais des estampes sur bois dont le Taj Mahal, les Alpes suisses, le Grand Canyon et autres parcs nationaux aux États-Unis.

## Biographie
Hiroshi Yoshida est né dans la ville de Kurume, Kyushu, le 19 septembre 1876 avec le nom de Hiroshi Ueda. Il montre tôt une prédisposition pour l'art, prédisposition encouragée par son père adoptif, Yoshida Kōsaburō, professeur de peinture dans les écoles publiques. 

### Formation
Il est envoyé à Kyoto à dix-neuf ans pour étudier auprès de Tamura Shoryu, professeur renommé de peinture de style occidental. Puis il étudie auprès de Koyama Shotaro à l'académie Fudōsha de Tokyo pendant encore trois ans. 

### Voyages
Durant sa vie, Yoshida a voyagé à plusieurs reprises à travers le monde. Il réalise en 1899 un premier voyage aux États-Unis (Detroit, Boston, Washington, Rhode Island) et en Europe, qu'il finance en vendant ses oeuvres, essentiellement des aquarelles et des peintures sur rouleau. C'est à cette occasion que Yoshida expose pour la première fois en Amérique au Detroit Institute of Arts.

En 1930, il se rend avec son fils Yoshida Tōshi en Inde et en Asie du Sud-Est, pour un voyage de cinq mois, au cours duquel il dessine et peint sans relâche. En résultera une série de trente-deux estampes, parmi lesquelles une vue du Taj Mahal. 

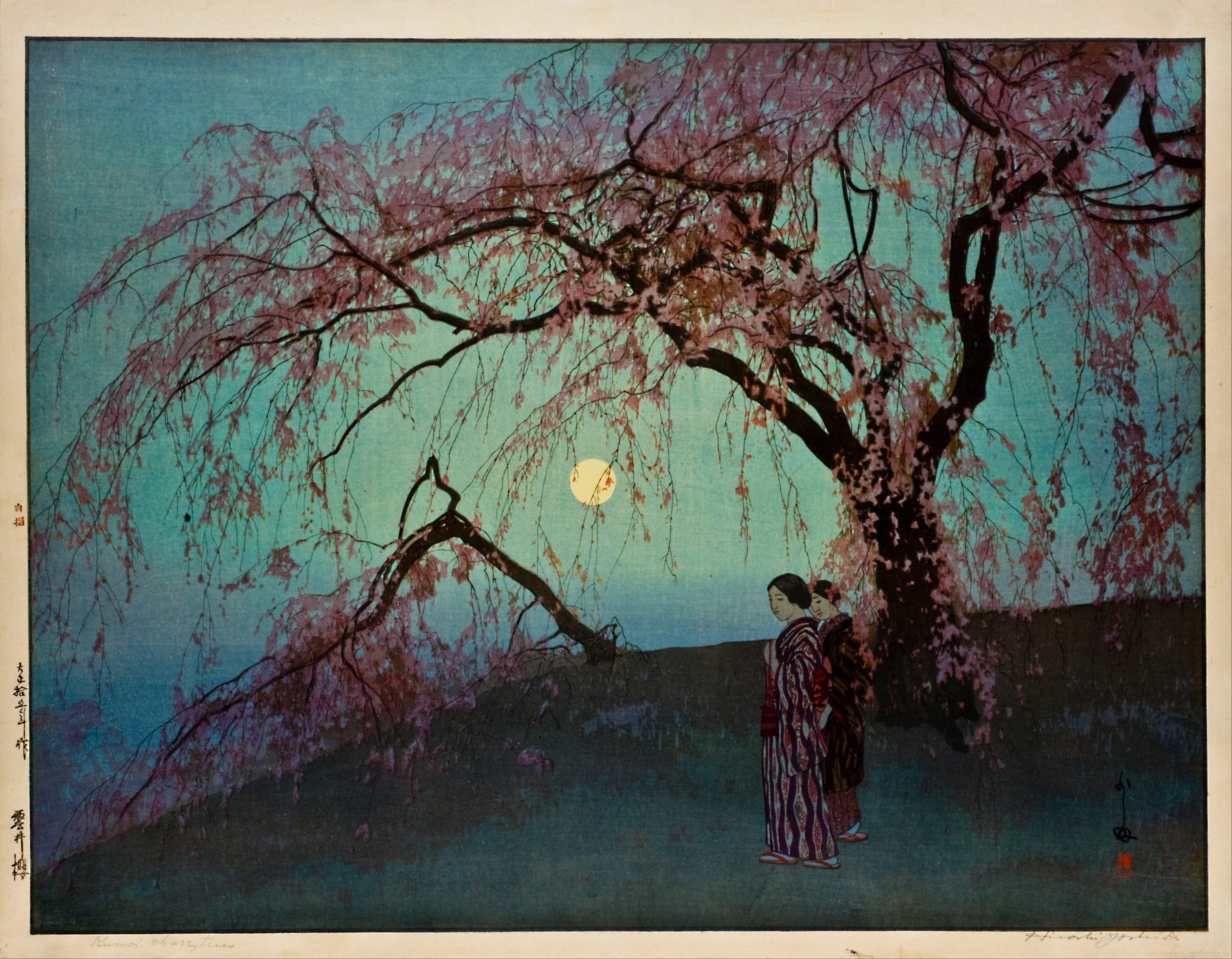
Kumoi-Zakura (Kumoi Cherry Trees), xylographie en couleurs, 1920, Musée d'art de Toledo

## Œuvre gravé

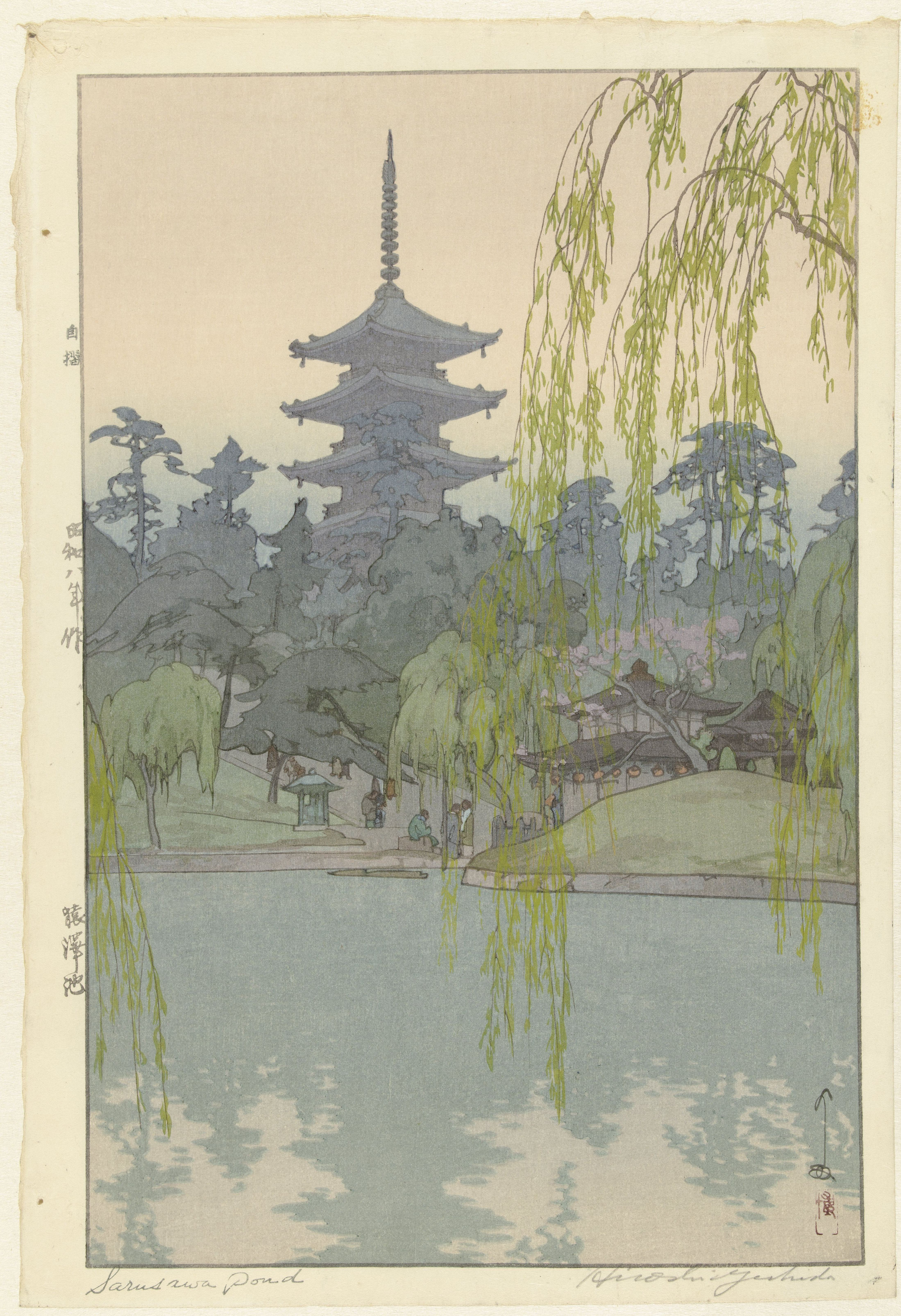
L'étang de Sarusawa, xylographie en couleurs, 1933, Amsterdam, Rijskmuseum

En 1920, Yoshida réalise ses premières gravures sur bois, dans l'atelier d'impression Watanabe Shozaburo (1885-1962), éditeur et défenseur du mouvement shin-hanga. Cette collaboration de Yoshida avec Watanabe est de courte durée, en partie à cause du séisme de 1923 de Kantō, à la suite duquel Yoshida repart pour les États-Unis.
En 1925, il engage un groupe de graveurs et de peintres et ouvre son propre atelier. Les impressions sont réalisés sous son étroite supervision. Yoshida combine le système de collaboration de l'ukiyo-e avec le principe Sōsaku hanga des « estampes d'artiste » et fonde une troisième école, se distinguant des mouvements shin-hanga et sōsaku-hanga.
Il utilise souvent les mêmes blocs d'impression en bois et fait varier la couleur pour suggérer des ambiances différentes. Le meilleur exemple en est les Voiliers en 1921. En 1931, est publiée une série d'estampes représentant des scènes du Pakistan, de l'Inde, d'Afghanistan et de Singapour. Six de ces vues sont consacrées au Taj Mahal avec des couleurs différentes pour suggérer diverses ambiances.
Son œuvre gravé compte 258 xylographies. 

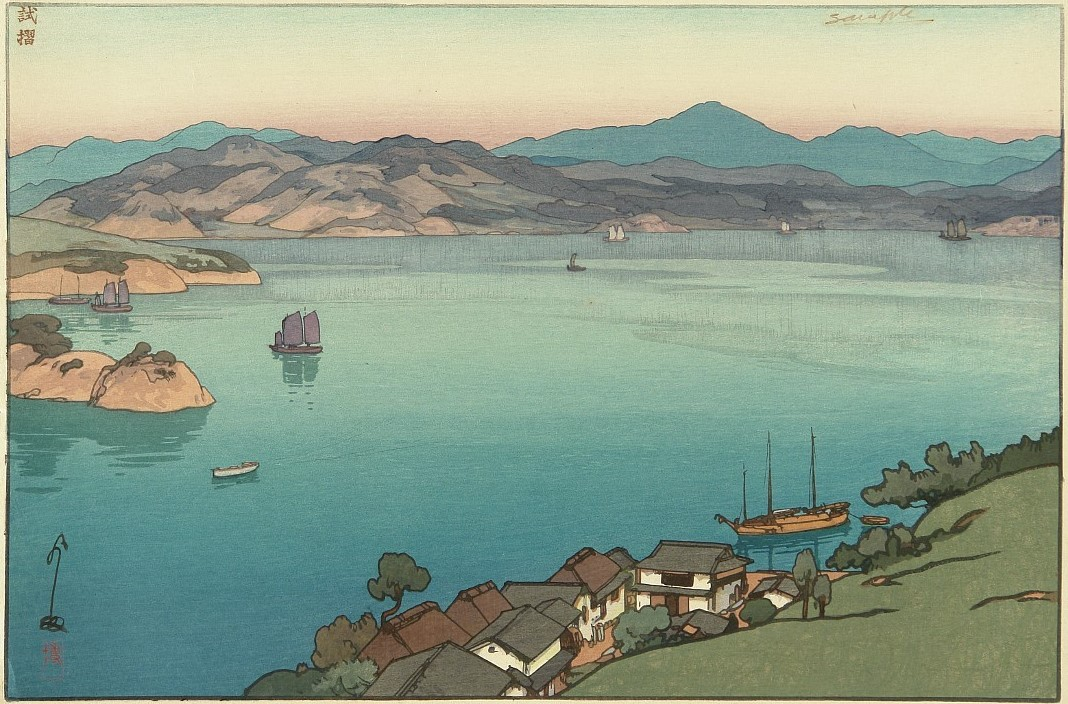
Jour calme à Inlandsee, xylographie en couleurs, coll. part.

## Style
Hiroshi Yoshida est formé dans la tradition de la peinture à l'huile occidentale qui se développe au japon durant l'ère Meiji. 
Ses nombreux voyages et sa connaissance des Américains influencent considérablement son art. 

## Postérité de la famille Yoshida
La lignée artistique de la famille Yoshida se compose de huit artistes : Kasaburo Yoshida (1861-1894) et sa femme Rui Yoshida (en), Hiroshi Yoshida (1876-1950) et sa femme Fujio Yoshida (1887-1987), Tōshi Yoshida (1911-1995) et sa femme Kiso Yoshida (en) (1919-2005), Hodaka Yoshida (en) (1926-1995), ainsi que sa femme Chizuko Yoshida (en) (1924- ) et sa fille Ayomi Yoshida (en) (1958- ) — soit quatre hommes et quatre femmes couvrant quatre générations. Ils offrent une perspective intéressante pour observer l'histoire du Japon et le développement de l'art au cours du turbulent XXe siècle. Bien qu'ils héritent de la même tradition, les artistes de la famille Yoshida (en) travaillent dans des styles différents avec des sensibilités différentes.

## Publications
- Japanese Woodblock Printing, guide complet de l'art de l'impression sur bloc de bois, écrit par Hiroshi Yoshida et publié par The Sanseido Company, Ltd. à Tokyo et Osaka en 1939.